# Divinolândia
Divinolândia là một đô thị ở bang São Paulo của Brasil. Đô thị này nằm ở vĩ độ 21º39'41" độ vĩ nam và kinh độ 46º44'21" độ vĩ tây, trên khu vực có độ cao 1040 m. Dân số năm 2004 ước tính là 12.121 người.

## Giáo hội Công giáo
Đô thị này có Giáo phận São João da Boa Vista.

## Dữ liệu dân số theo điều tra dân số năm 2000
Tổng dân số: 12.016
- Dân số thành thị: 6.875
- Dân số nông thôn: 5.141
- Nam giới: 6.136
- Nữ giới: 5.880

Mật độ dân số (người/km²): 54,05
Tỷ lệ tử vong trẻ sơ sinh dưới 1 tuổi (trên một triệu người): 11,20
Tuổi thọ bình quân (tuổi): 73,93
Tỷ lệ sinh (số trẻ trên mỗi bà mẹ): 2,35
Tỷ lệ biết đọc biết viết: 90,08%
Chỉ số phát triển con người (HDI-M): 0,788
- Chỉ số phát triển con người - Thu nhập: 0,686
- Chỉ số phát triển con người - Tuổi thọ: 0,815
- Chỉ số phát triển con người - Giáo dục: 0,862

(Nguồn: IPEADATA)